# Arinola Olasumbo Sanya

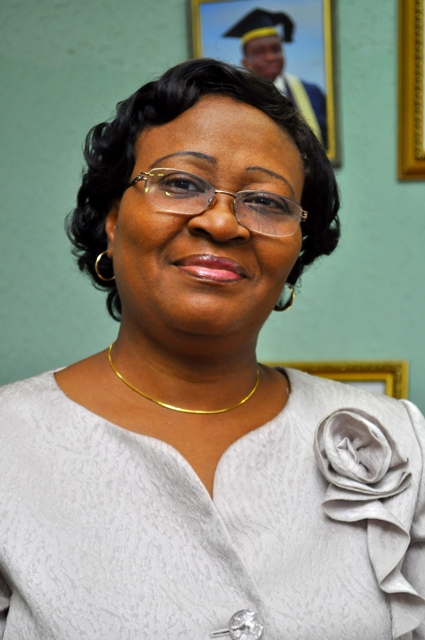
Một bức ảnh chân dung của Giáo sư Arinola Olasunmbo Sanya chụp trong văn phòng của cô tại Đại học Ibadan năm 2013

Arinola Olasumbo Sanya  (sinh năm 1953) là giáo sư vật lý trị liệu Nigeria tại Đại học Ibadan và là cựu ủy viên y tế tại bang Oyo, Nigeria. Arinola được bổ nhiệm làm giáo sư năm 2000, đưa bà trở thành nữ giáo sư vật lý trị liệu đầu tiên ở châu Phi và là giáo sư vật lý trị liệu thứ hai tại Nigeria. Bà là một trong những người bản địa đáng chú ý của bang Oyo.
Arinola là Phó hiệu trưởng (Hành chính) hiện tại tại Đại học Ibadan. Arinola theo học tại trường tiểu học Salvation Army ở Surulere Lagos. Sau khi hoàn thành, bà theo học tại trường cao đẳng Queens, Yaba, Lagos, nơi bà được làm Head Girl. Bà được đào tạo như một nhà vật lý trị liệu tại Đại học Ibadan, Viện đào tạo Vật lý trị liệu hàng đầu ở phía Nam Sahara. Bà gia nhập Khoa Vật lý trị liệu tại Đại học Ibadan với tư cách là trợ lý tốt nghiệp vào năm 1978, nơi bà vẫn là giáo sư. Arinola là chuyên gia tư vấn vật lý trị liệu cho Bệnh viện Đại học (UCH), Ibadan. Bà ngồi trong một số Ủy ban quản lý tại Đại học Ibadan như Ủy ban Khuyến khích và Khuyến mãi.

## Dịch vụ công cộng
Bà được bổ nhiệm làm ủy viên y tế tại bang Oyo (Nigeria) năm 2005.

## Gia đình
Giáo sư Sanya đã kết hôn với Tiến sĩ Yemi Sanya, một dược sĩ và một ông trùm kinh doanh ở Lagos, Nigeria. Họ có bốn đứa con.